# Alta Cerdaña

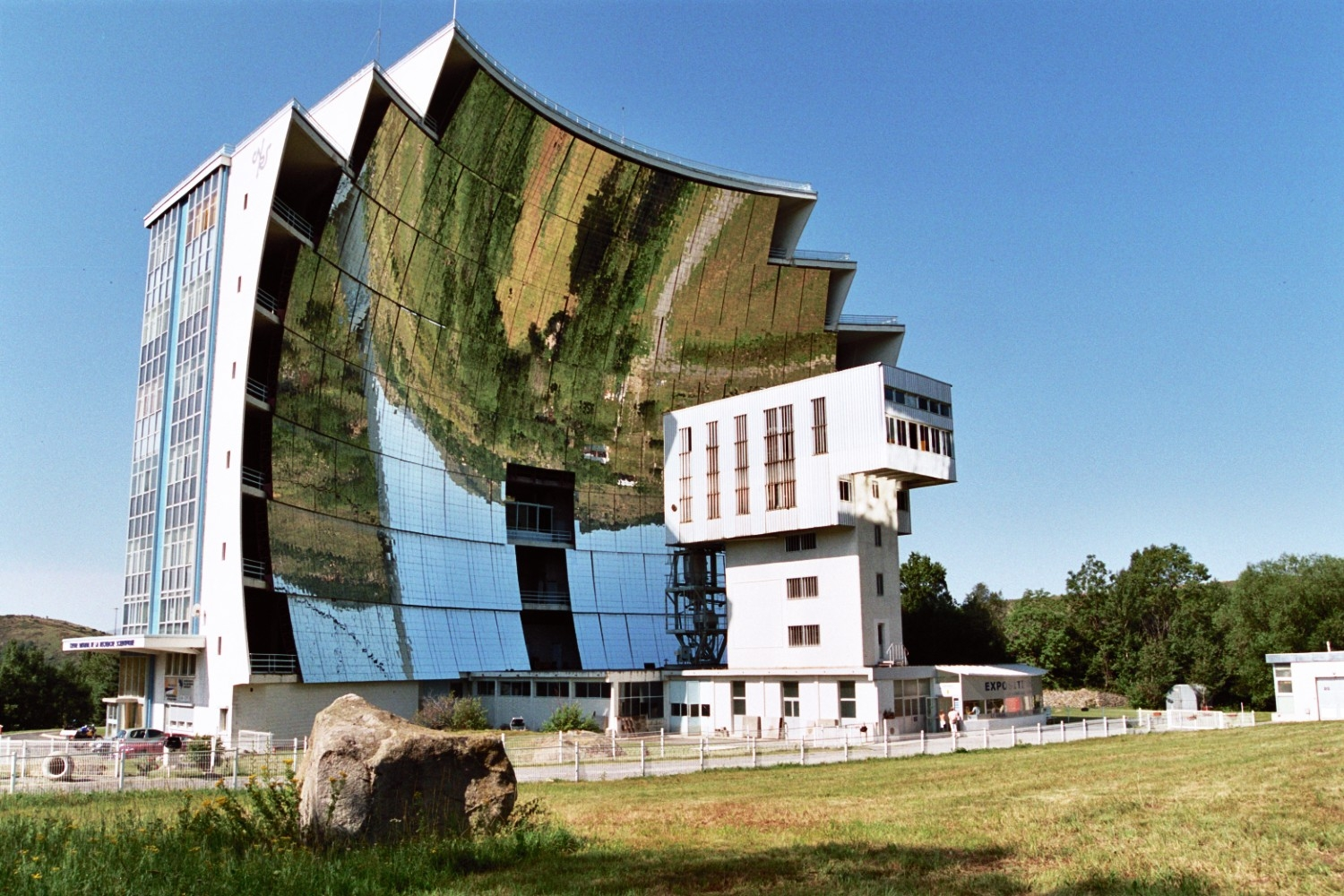
Horno solar de Odeillo.

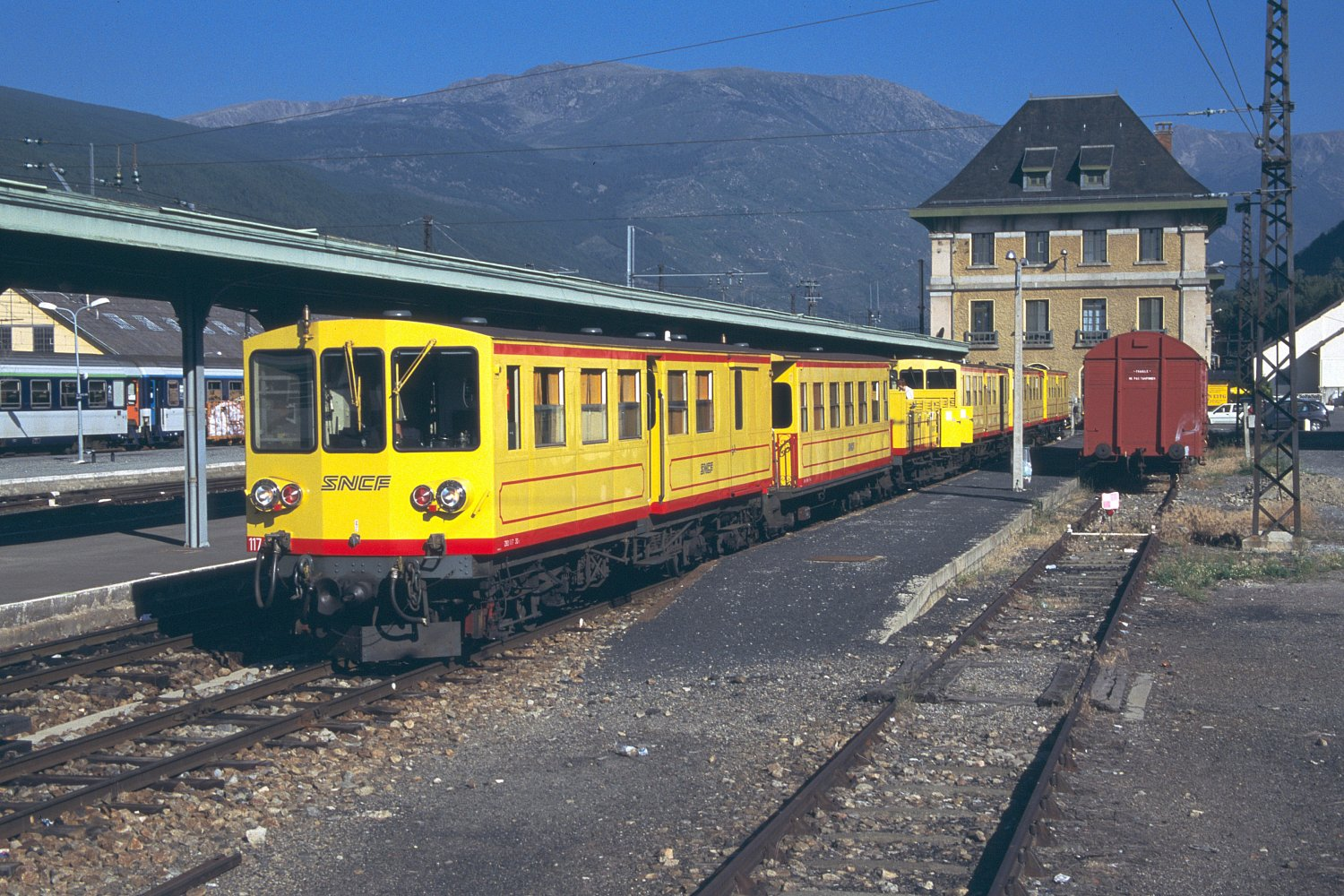
Estación internacional de Latour-de-Carol, donde se encuentran el tren de vía internacional de la SNCF procedente de Toulouse, el tren de la Renfe procedente de Puigcerdà y Barcelona, y el tren amarillo (en la foto) que comunica muchos de los pueblos de la Alta Cerdaña con el Conflent.

La Alta Cerdaña (Cerdagne o Cerdagne française en francés y Alta Cerdanya en catalán) es una comarca histórica en el departamento francés de los Pirineos Orientales. Hasta mediados del siglo XVII perteneció a España dentro del condado de Cerdaña. Su capital es Mont-Louis. Limita con las comarcas gerundenses del Ripollés y la Baja Cerdaña en España, con el Principado de Andorra y con las comarcas históricas rosellonesas de Capcir y Conflent. Es el único territorio francés en la península ibérica, ya que se encuentra en el lado sur de la cordillera de los Pirineos entre Francia y España. Por ejemplo, el río Segre, que se dirige al oeste y luego al sur para encontrarse con el Ebro, tiene su nacimiento en la Cerdaña francesa. Como consecuencia del Tratado de los Pirineos, el enclave español de Llivia se encuentra en el interior de esta comarca.
La intensidad de la luminosidad ha justificado la implantación de tres hornos solares en Mont-Louis, Odeillo (horno solar de Odeillo) y Targassonne (central solar Thémis).
Font-Romeu-Odeillo-Via es una de las estaciones turísticas más atractivas de este sector.
Por la Alta Cerdaña pasa el «pequeño tren amarillo».

## Municipios de la Alta Cerdaña
- Angoustrine-Villeneuve-des-Escaldes (en catalán, Angostrina i Vilanova de les Escaldes)
- Bolquère (Bolquera)
- Bourg-Madame (La Guingueta d'Ix)
- La Cabanasse (La Cabanassa)
- Dorres
- Égat (Èguet)
- Eine (Eina)
- Enveitg (Enveig)
- Err (Er)
- Estavar
- Font-Romeu-Odeillo-Via (Font-romeu, Odelló i Vià)
- Llo
- Mont-Louis (Montlluís)
- Nahuja (Naüja)
- Osséja (Oceja)
- Palau-de-Cerdagne (Palau de Cerdanya)
- Planès
- Porta
- Porté-Puymorens (Portè)
- Saillagouse (Sallagosa)
- Saint-Pierre-dels-Forcats (Sant Pere dels Forcats)
- Sainte-Léocadie (Santa Llocaia)
- Targazona (Targasona)
- Latour-de-Carol (La Tor de Querol)
- Ur
- Valcebollère (Vallcebollera)